# Успенское (Вяземский район)
 Успе́нское — деревня в Вяземском районе Смоленской области России. 
Расположена в восточной части области в 30 км к северо-востоку от районного центра, в 2,5 км южнее автодороги М1 «Беларусь». Входит в состав Тумановского сельского поселения. 
Население — 56 жителей (2007).
| 2015 |
| ---- |
| 57   |

## История
Известно как минимум с 1744 года, когда в деревне был построен деревянный дубовый храм Успения Пресвятой Богородицы. В XIX веке село Успенское — волостной центр Вяземского уезда. В конце XIX века в селе проживало 260 жителей.
С 2004 по 2017 год деревня — центр Ермолинского сельского поселения (упразднено в 2017 году).